# 菜園東安宮
菜園東安宮，台灣澎湖縣馬公市廟宇，菜園里角頭廟，主祀朱府王爺。清光緒十年（1884年），菜園社村民從石泉朱王廟分火，建東安宮。法師流派為「普庵派」。:60–62

## 沿革
馬公市「菜園里」前身為「菜園社」，清領時期歸屬嵵裡澚管轄。約莫在三百年前，來自福建泉州的先民黃氏見此處地勢低窪，有效遮蔽東北季風、適宜發展農業，遂形成聚落，周遭又有「石泉社」、「前寮社」比鄰而居。
關於菜園東安宮之起源有兩種說法：其一，根據菜園東安宮曾存有「菜藉神光永茂盛」、「園憑靈氣常豐盈」之對聯（下聯已遺失），落款年份為道光元年（1821年），故東安宮乃有道光元年（1821年）間已有歷史淵源之說法。其二，道光15年（1834年），菜園社、前寮社和石泉社三社居民共奉「石泉朱王廟」為三社公廟，爾後因三社居民漸眾，開始有獨立建廟之議，三社協議從石泉朱王廟分火，並抽籤分配廟宇公物，根據分配結果的紀錄：菜園社分得香爐、石泉社抽得神像，而前寮社獲得令牌。
光緒八年（1882年），菜園社鄉老發起籌建工程、光緒十年（1884年），東安宮落成，同樣主祀朱府王爺，增祀李府元帥（中壇元帥哪吒）和朱府二恩主。
日治時期大正14年（1925年），東安宮開辦鸞堂「正修社寶善堂」，透過扶鸞濟世救民，並著有善書《律案新篇》、《覺頑醒世》、《覺世牖民》等，啟迪民眾、引領向善。昭和19年（1944年）更名為「化育堂」。
後因太平洋戰事起，菜園東安宮遭盟軍轟炸，廟身損壞，民國38年（1949年）鄉民發動重建，歷時兩年落成。
民國61年（1972年），菜園里村民將李府元帥金身移奉至高雄，另闢新廟於高雄市三民區市中一路392號，民國65年（1976年）落成，同年安座入火，主祀李府元帥，即高雄東安宮。
民國74年（1985年），鄉老將「化育堂」改名為「明善堂」，以重振鸞堂武壇之業務。民國78年（1989年），菜園東安宮重啟修建，兩年後竣工；民國83年（1994年），時任台灣省府主席的李登輝贈予東安宮匾額，題曰「澤庇蒼生」，今仍高懸於正殿之內。

## 圖輯

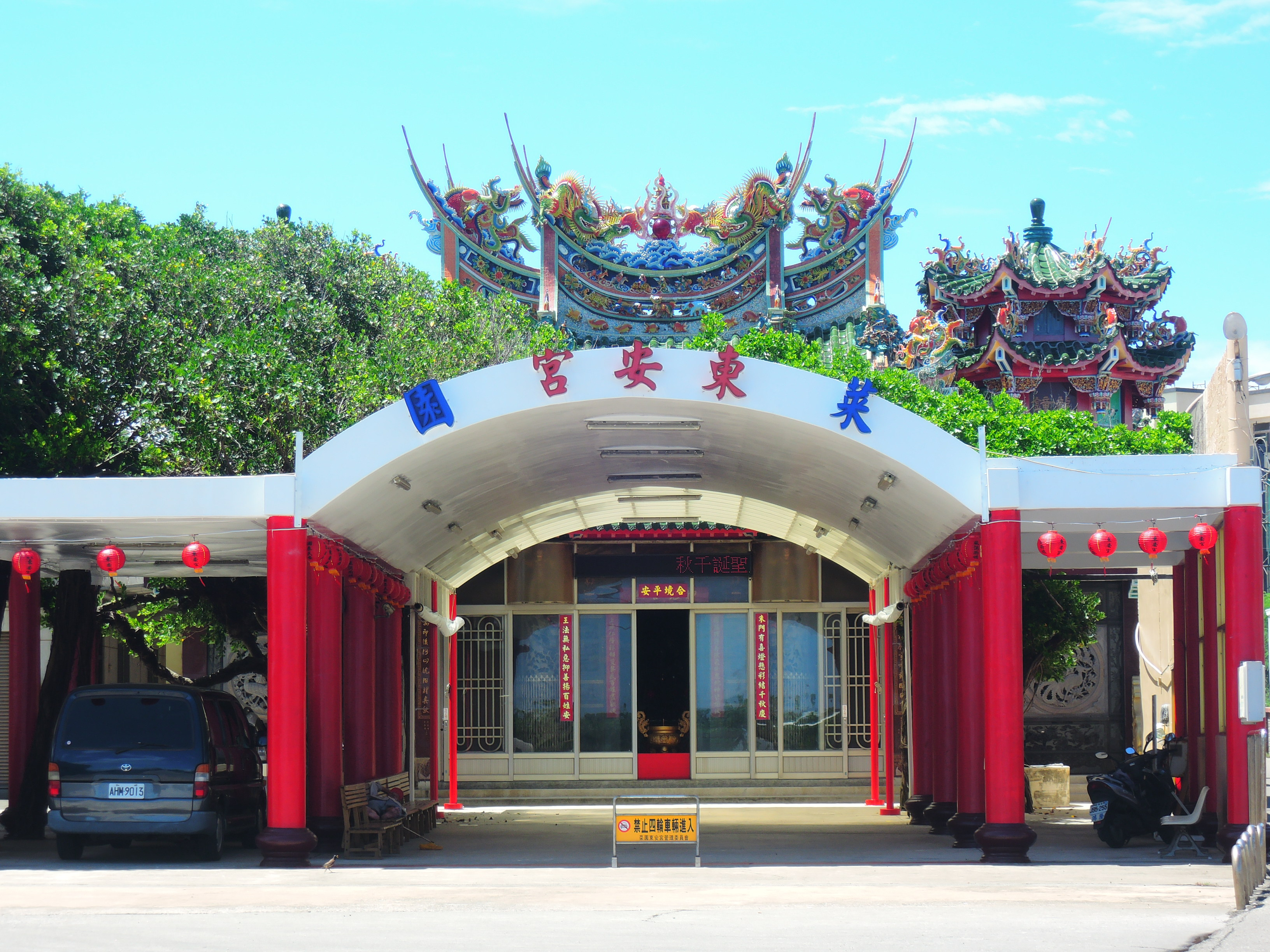
立面入口
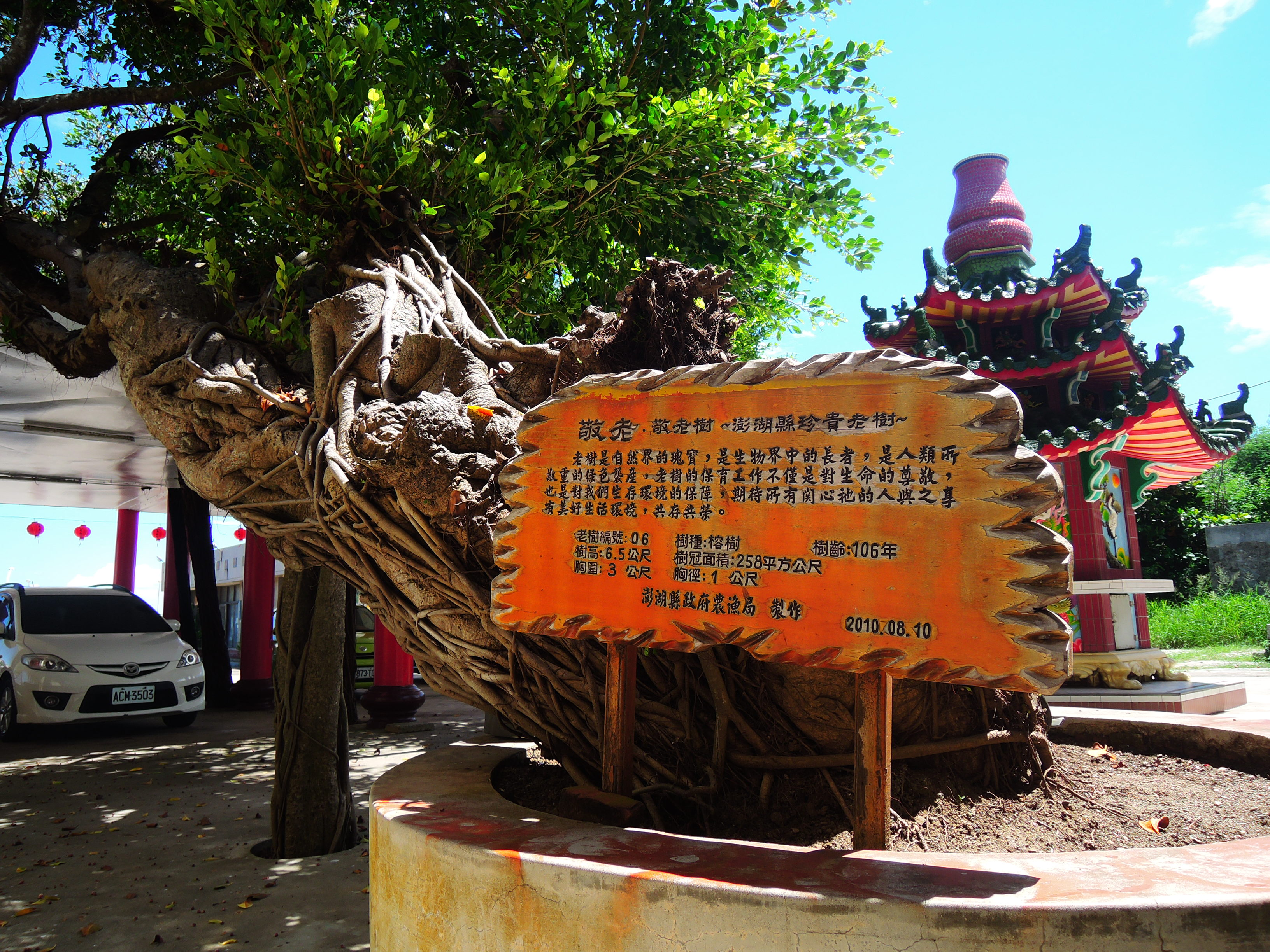
老榕樹告示牌
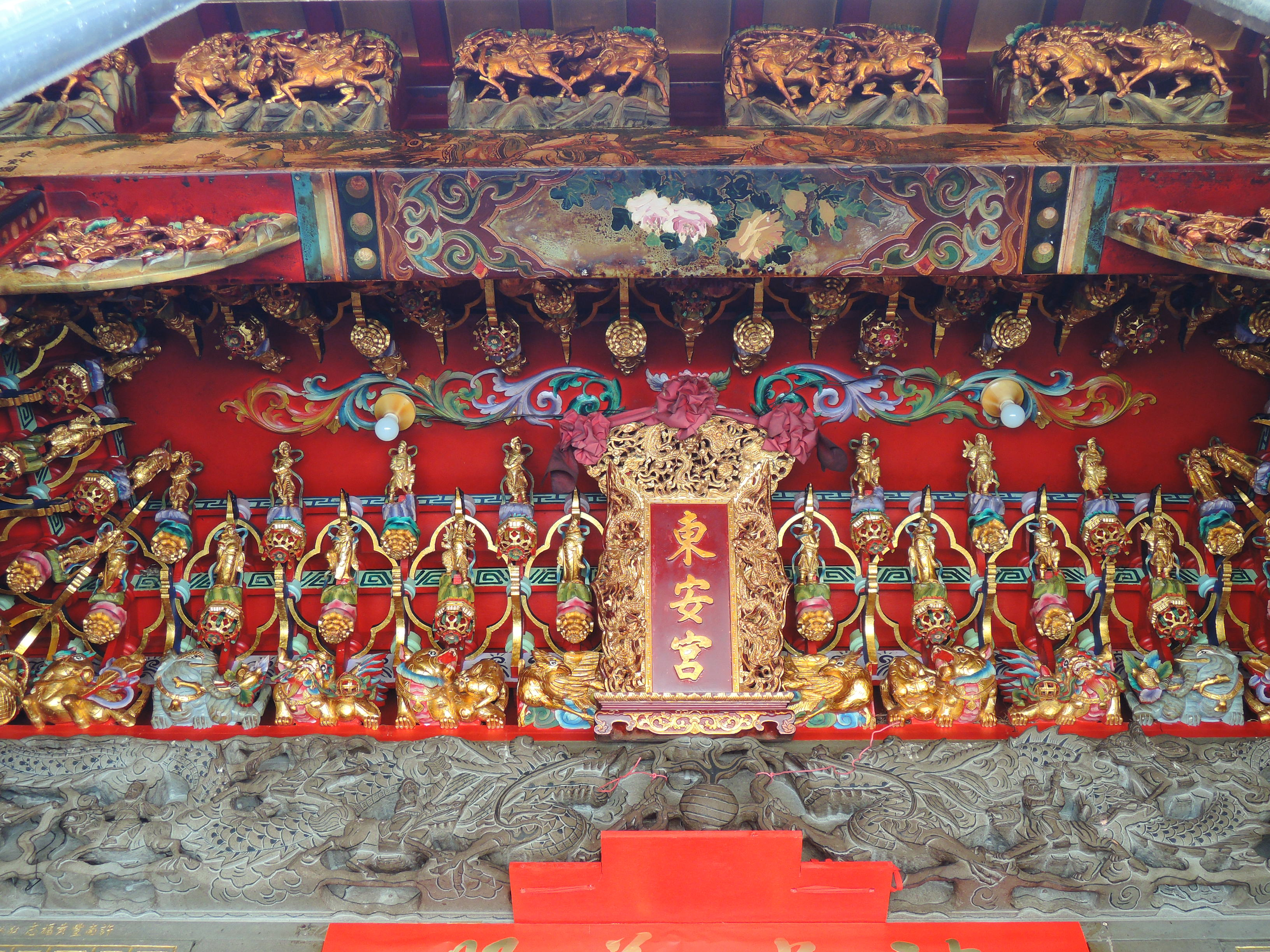
斗栱、垂花、彩繪橫樑及聖旨牌
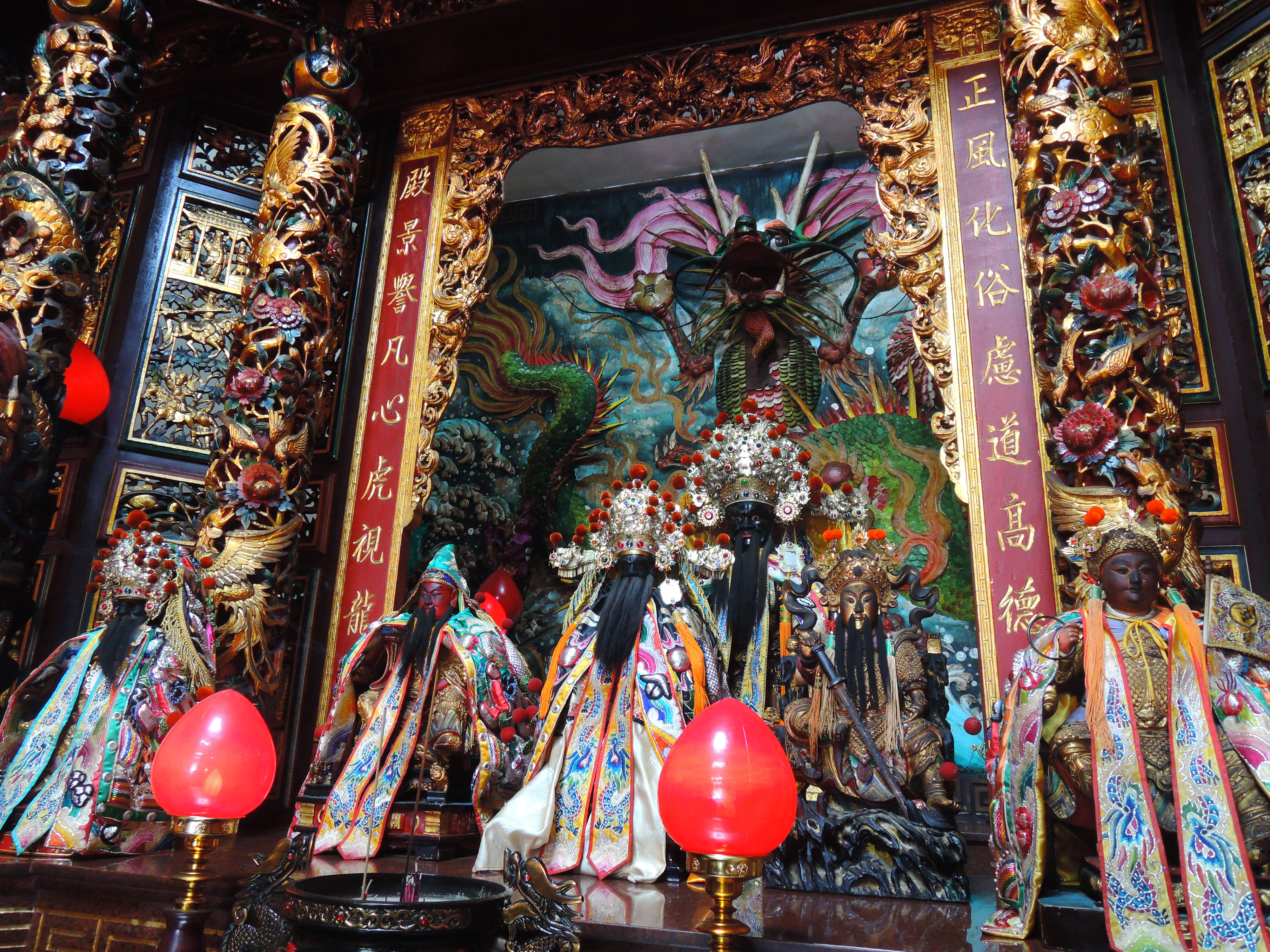
朱府王爺和神龕諸神像
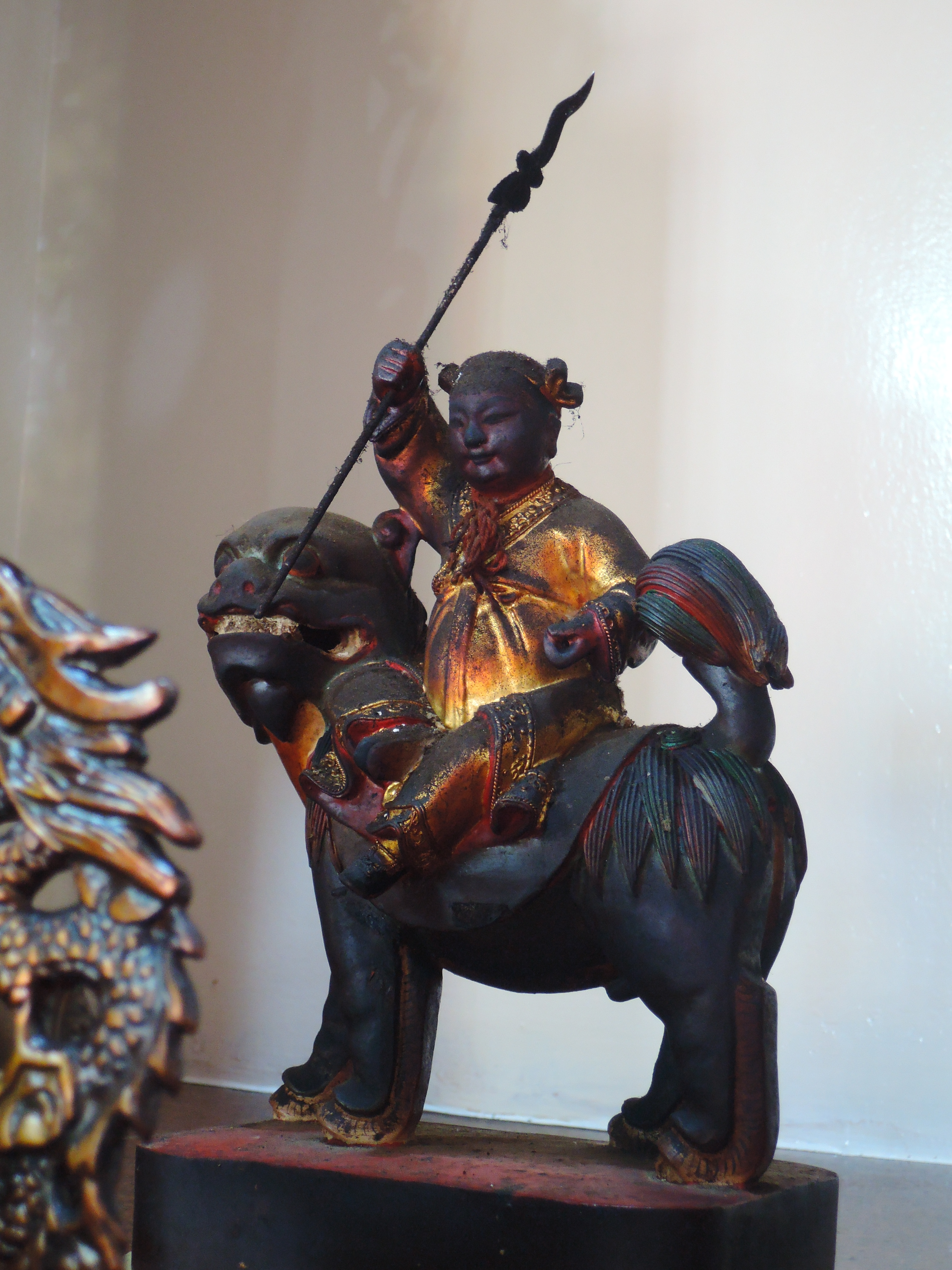
獅神太子像
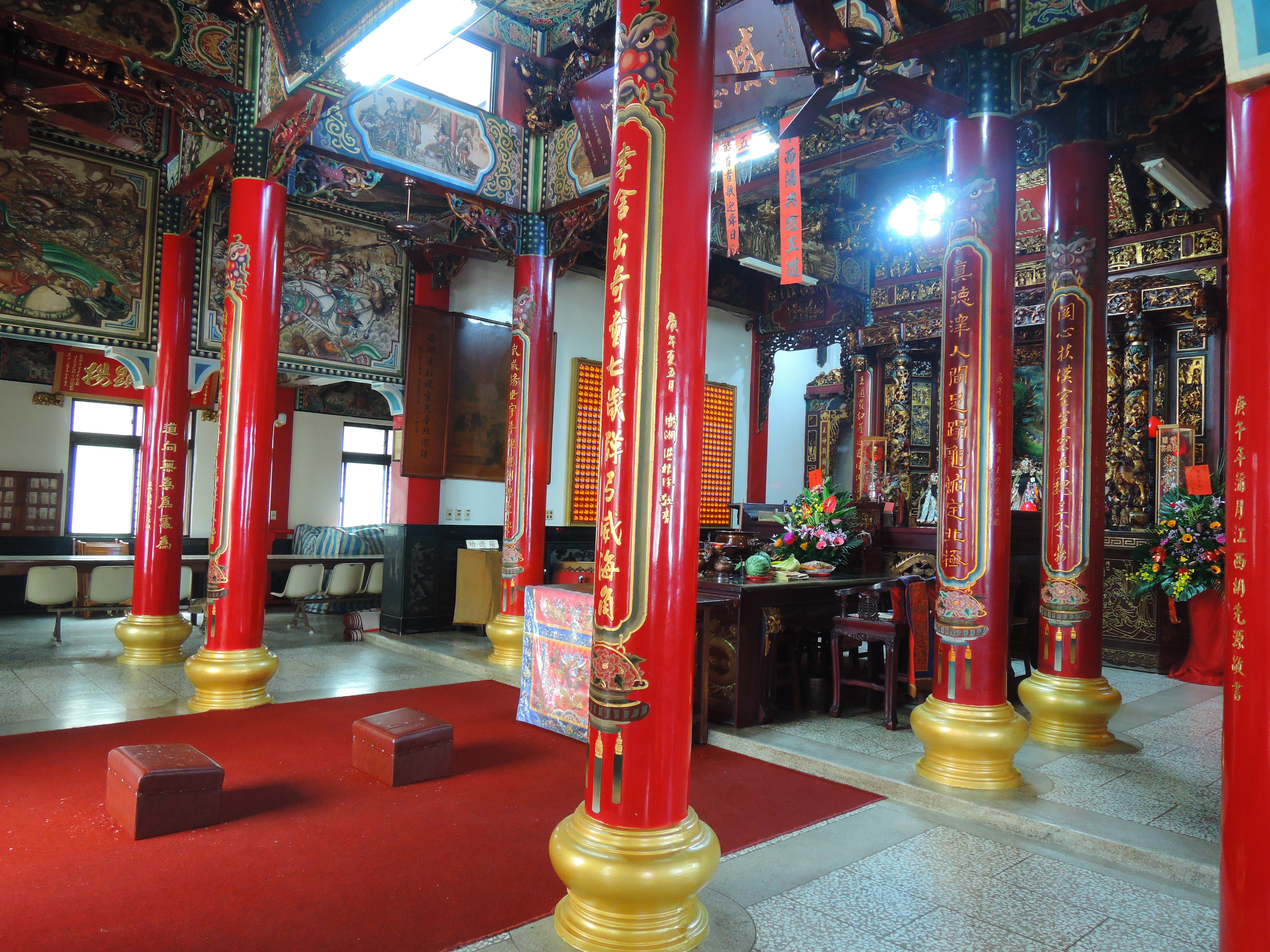
正殿內部
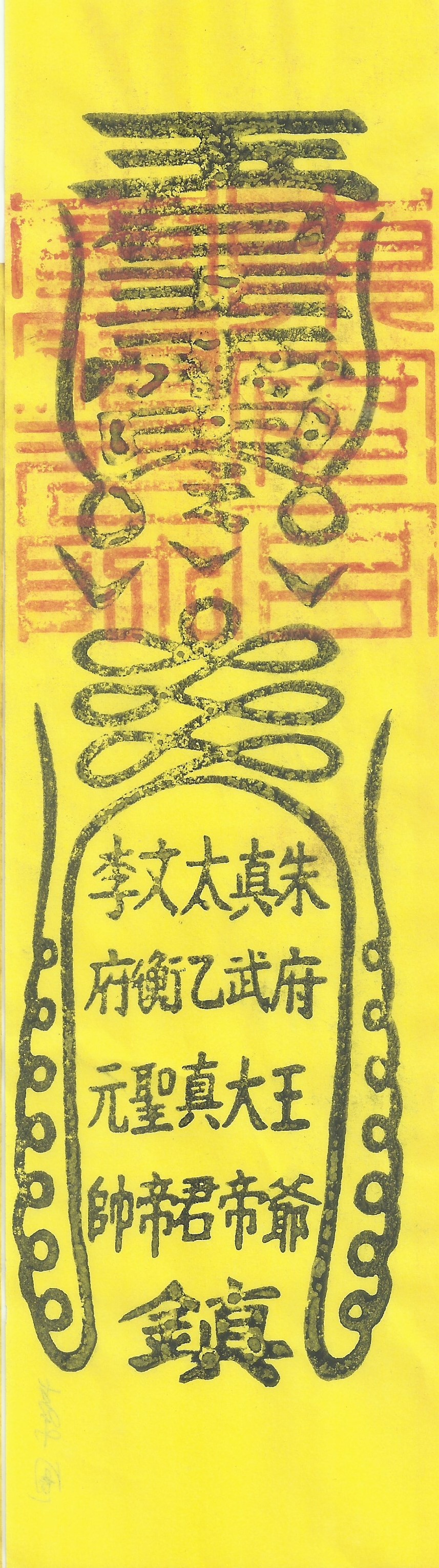
平安符

## 文物

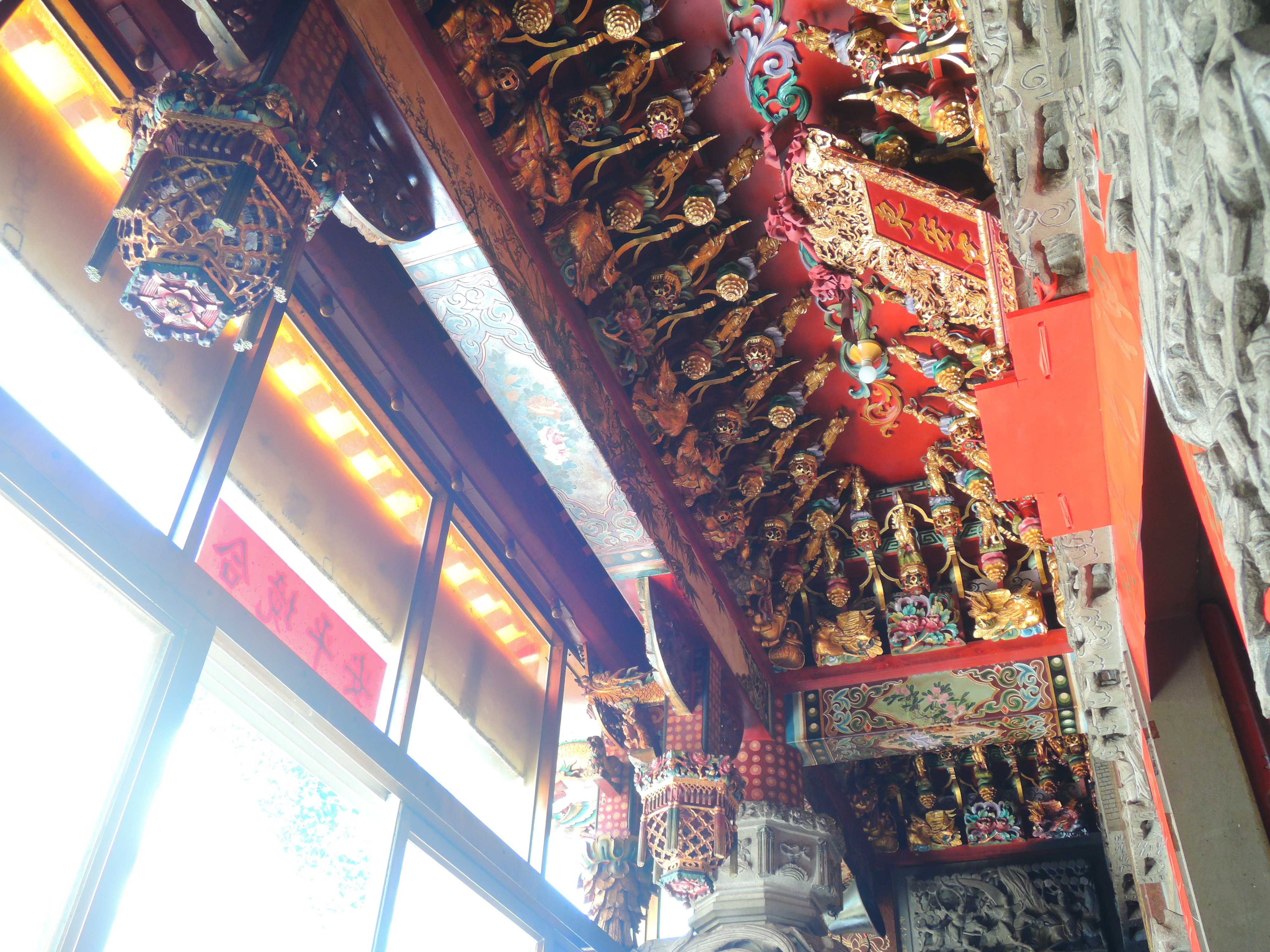
斗栱、垂花（正門）
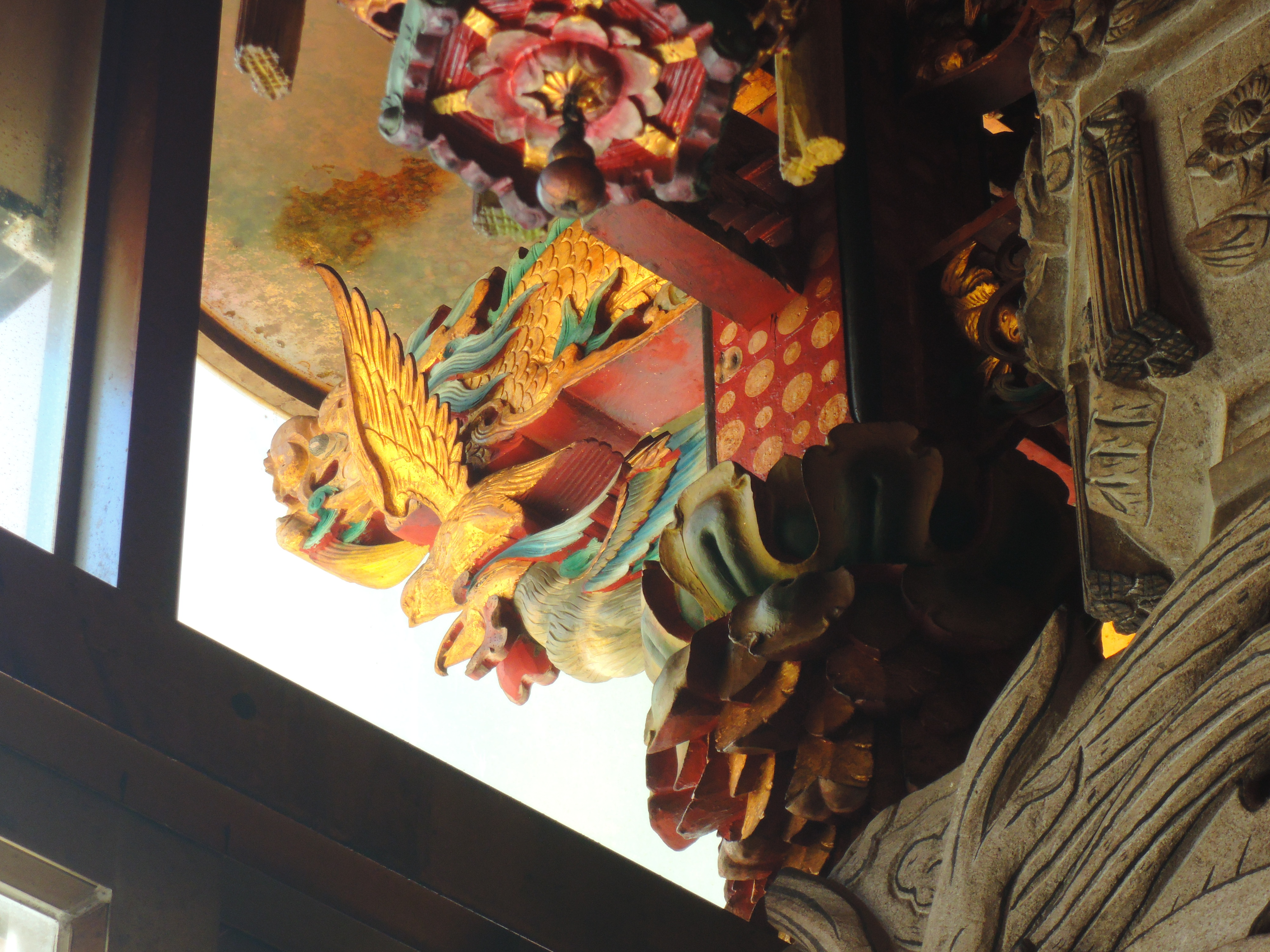
斗栱木雕（正門）
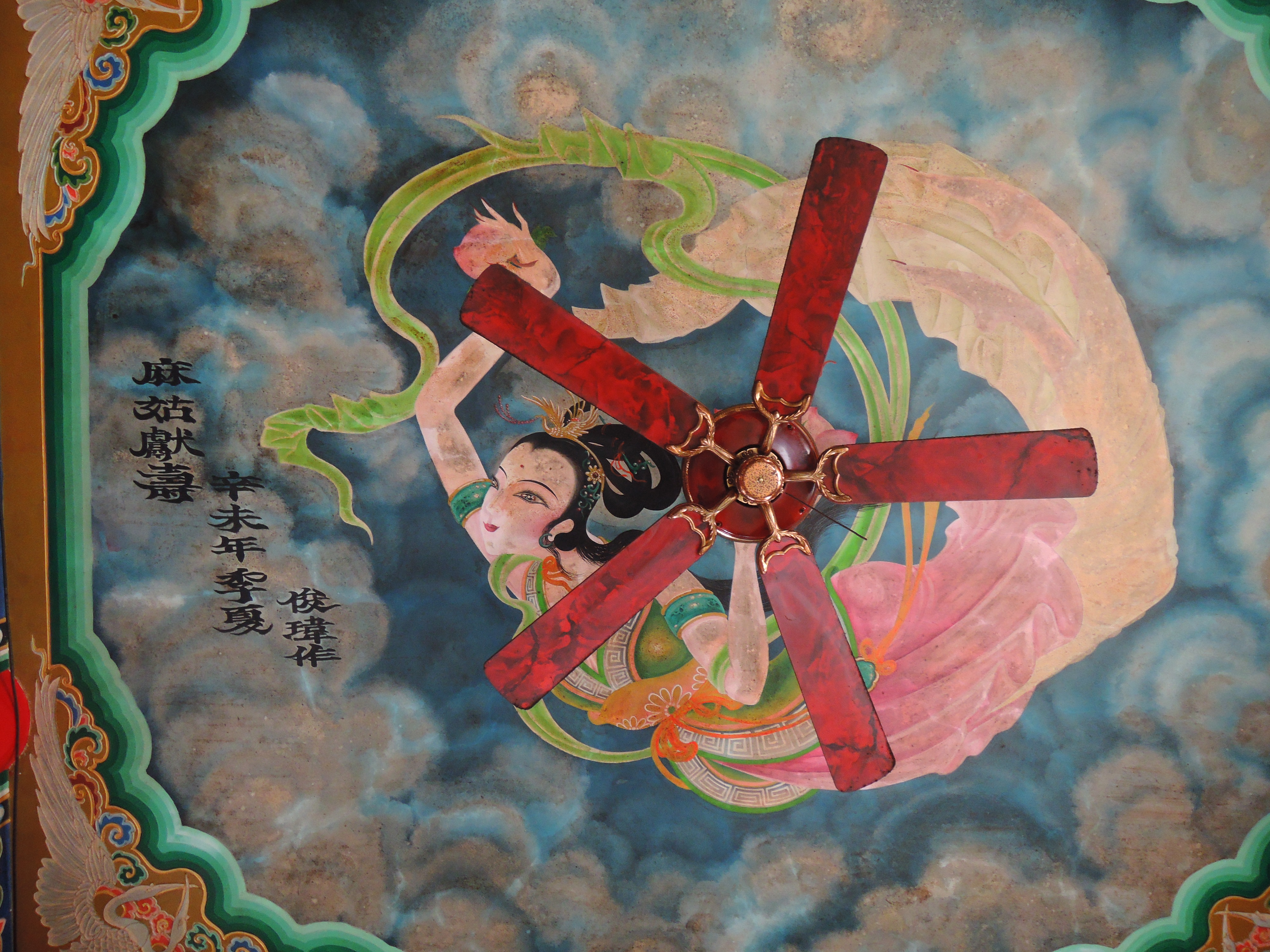
廂房彩繪（麻姑獻壽）
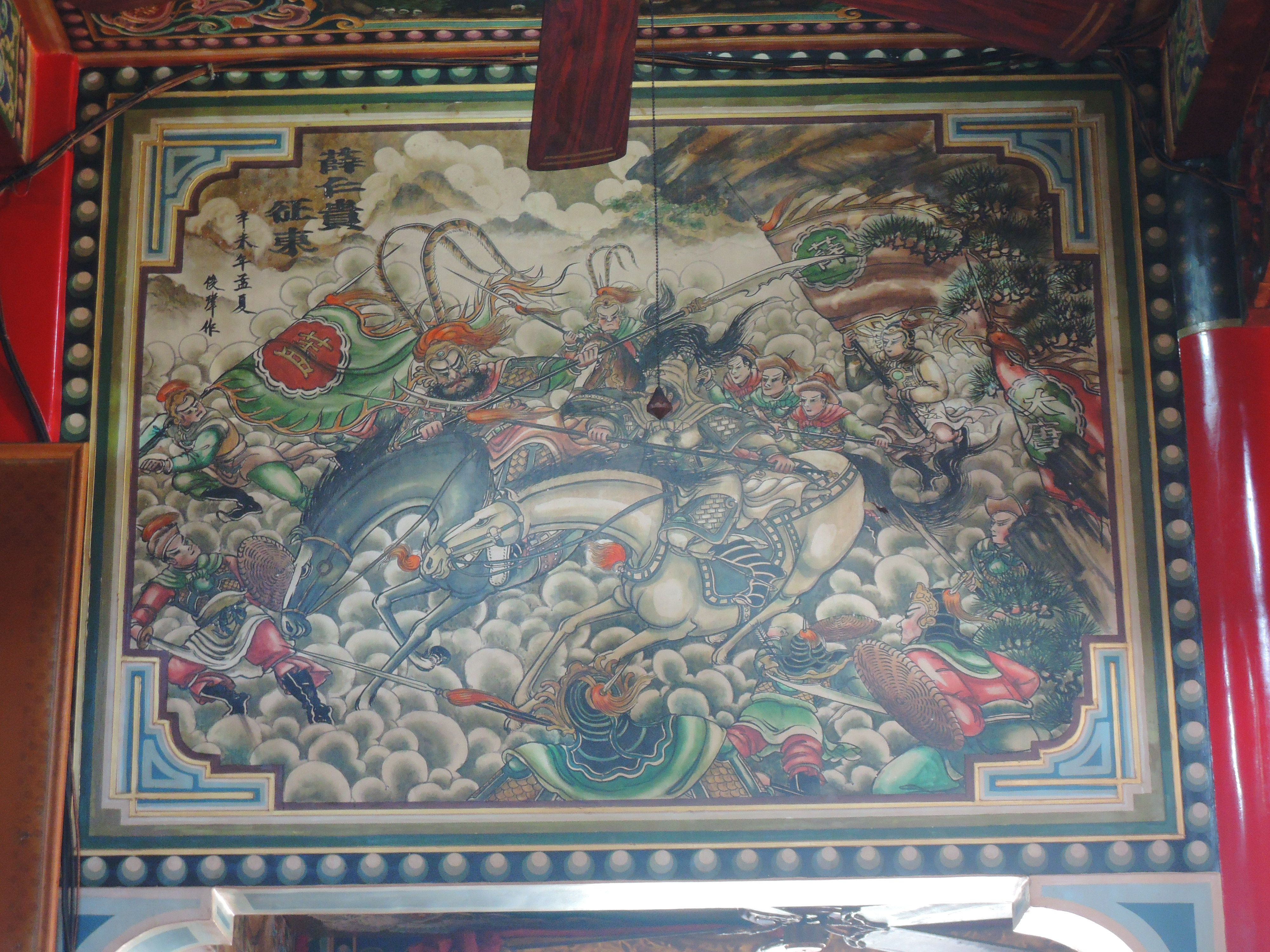
正殿彩繪（薛仁貴征東）
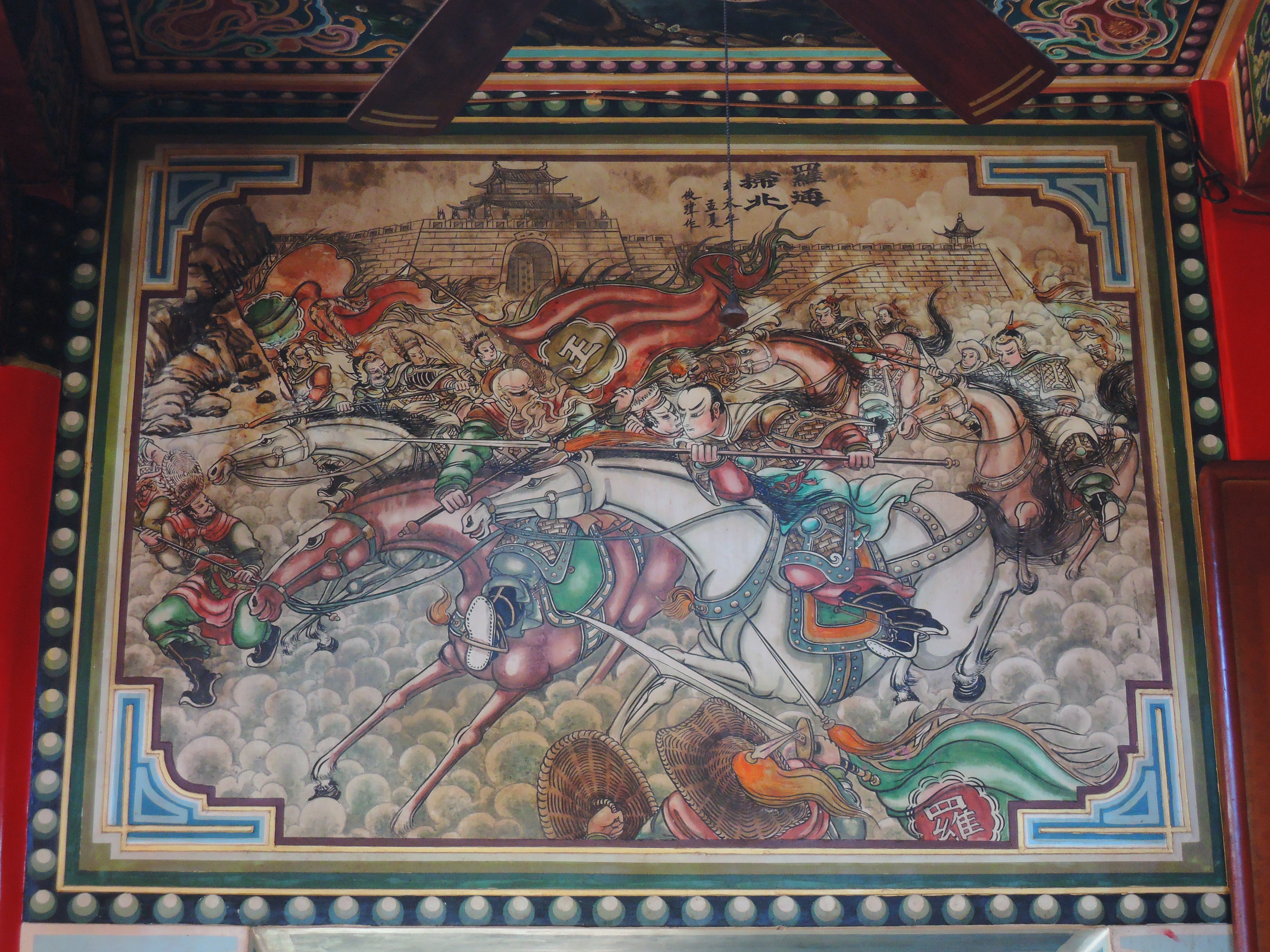
正殿彩繪（羅通掃北）
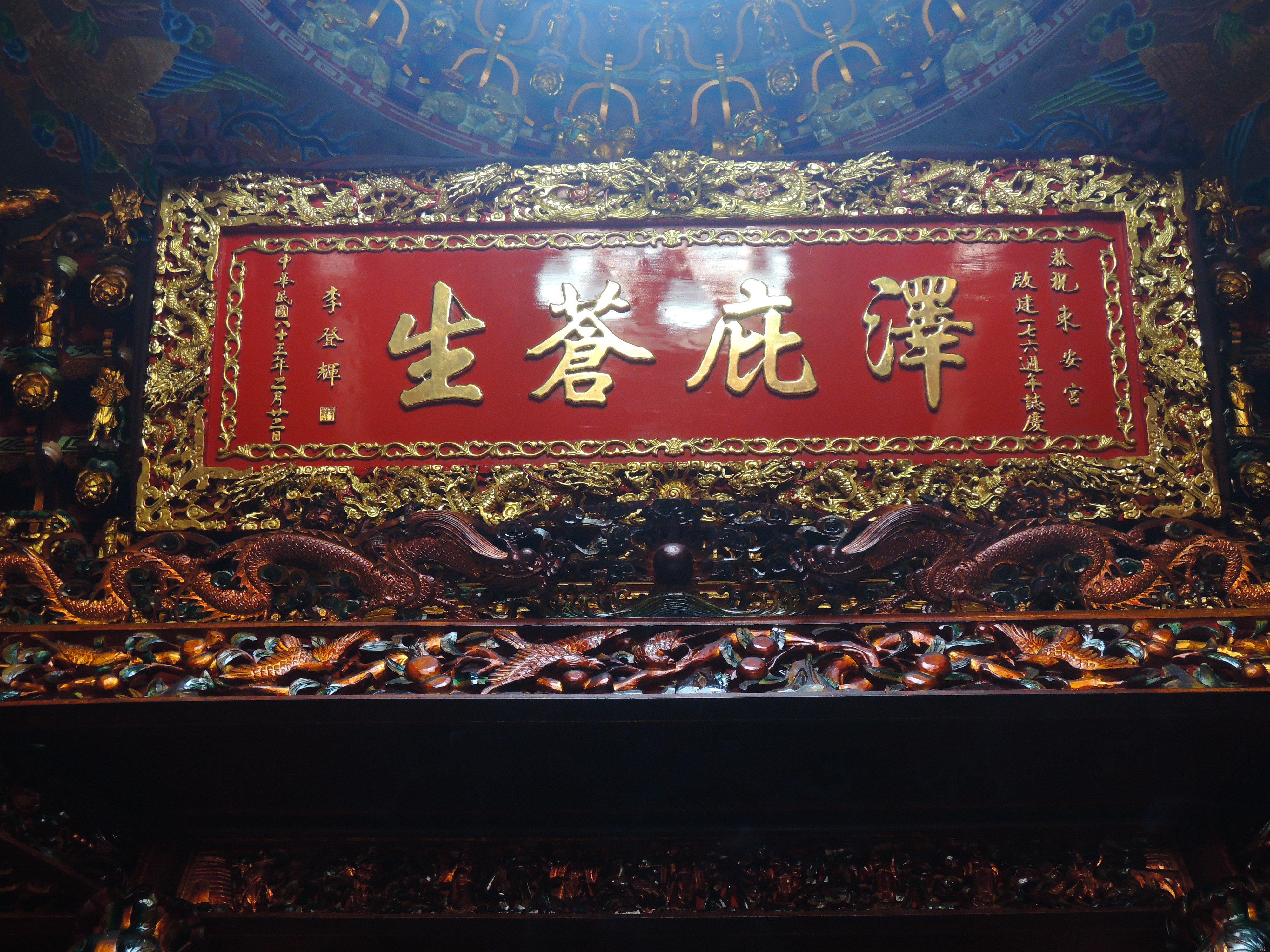
澤庇蒼生匾（李登輝贈），攝於2019年。

## 相關條目

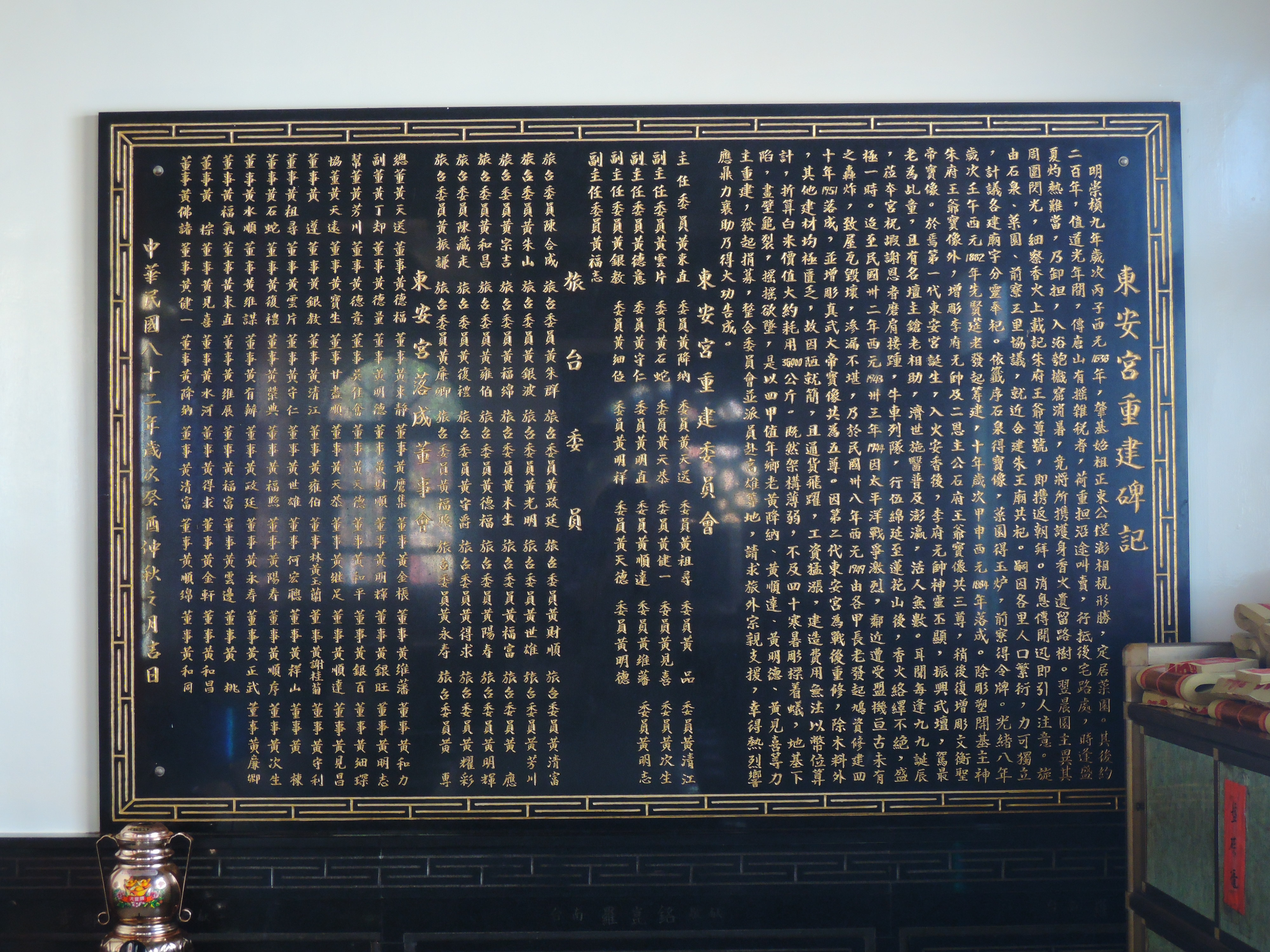
東安宮重建碑記（1993年立）

## 外部連結
- 菜園東安宮的Facebook專頁